# 철종실록
《철종희륜정극수덕순성문현무성헌인영효대왕실록》(哲宗熙倫正極粹德純聖文顯武成獻仁英孝大王實錄), 줄여서 《철종실록》은 《조선왕조실록》 중 철종 재위 기간의 역사를 담은 부분이다. 표지에는 《철종대왕실록》으로 인쇄했다.
1864년 4월 29일 편찬을 시작하여 1865년 윤5월 16일 완성했다.